# Dom Jubileuszowy w Niepołomicach
Dom Jubileuszowy – zabytkowy budynek, zlokalizowany przy ulicy Pięknej w Niepołomicach. 
W XVI wieku w miejscu obecnego Domu Jubileuszowego znajdował się drewniany budynek, w którym mieszkało pięciu ubogich, utrzymujących się z jałmużny. W 1773 księżna Izabela Lubomirska ufundowała na jego miejscu nowy przytułek. Przetrwał on do lat 80. XIX wieku. 16 listopada 1898 Rada Miejska podjęła decyzję o budowie nowego domu ubogich: murowanego, z ośmioma pomieszczeniami, z których dwa miały być przeznaczone dla chorych. Dachówkę dostarczyła fabryka Wimmerów, a drewno skład Samuela Mamesa. Pracami budowlanymi kierował majster Ferdynand Terczyński. Dom Jubileuszowy oddano uroczyście do użytku w 1899. W 1902 przekazano go na siedzibę Szkole Powszechnej Żeńskiej. W 1930 jej miejsce zajęła koedukacyjna Miejska Szkoła Handlowa. Po II wojnie światowej budynek zajęło przedszkole. Pod koniec lat 70. XX wieku stał się on siedzibą Inspektoratu Oświaty i Wychowania, zaś w latach 80. mieściła się w nim także filia poradni psychologiczno-pedagogicznej w Wieliczce, przekształcona następnie w samodzielną placówkę. W 1990 dom zajęła Szkoła Muzyczna I stopnia oraz Miejski Ośrodek Pomocy Społecznej. Po przeniesieniu, w 2015, siedziby MOPS do nowego gmachu Biblioteki Miejskiej, cały budynek zajmuje szkoła muzyczna.
Budynek został wpisany do gminnej ewidencji zabytków